# Liste des aéroports les plus fréquentés en Finlande
Cet article dresse la liste des aéroports les plus fréquentés en Finlande.

## Évolution en graphique
Pour des raisons techniques, il est temporairement impossible d'afficher le graphique qui aurait dû être présenté ici.

Voir la requête brute et les sources sur Wikidata.

## En tableau

### 2012
Nombre de passagers civils dans les aéroports principaux de Finlande en 2012 selon Finavia :
| Aéroport                        | Passagers nationaux | Passagers internationaux | Total      |
| ------------------------------- | ------------------- | ------------------------ | ---------- |
| Aéroport d'Helsinki-Vantaa      | 2 693 151           | 12 165 064               | 14 858 215 |
| Aéroport d'Oulu                 | 899 854             | 178 679                  | 1 078 533  |
| Aéroport de Tampere-Pirkkala    | 85 738              | 485 001                  | 570 739    |
| Aéroport de Rovaniemi           | 345 763             | 58 129                   | 403 892    |
| Aéroport de Turku               | 109 995             | 344 953                  | 454 948    |
| Aéroport de Kuopio              | 255 988             | 26 912                   | 282 900    |
| Aéroport de Vaasa               | 218 742             | 155 399                  | 374 141    |
| Aéroport de Kittilä             | 186 184             | 77 243                   | 263 427    |
| Aéroport d'Ivalo                | 121 957             | 23 498                   | 145 455    |
| Aéroport de Jyväskylä           | 46 139              | 19 081                   | 65 220     |
| Aéroport de Joensuu             | 130 006             | 16 191                   | 146 197    |
| Aéroport de Kuusamo             | 75 521              | 10 965                   | 86 486     |
| Aéroport de Kokkola-Pietarsaari | 60 476              | 26 600                   | 87 076     |
| Aéroport de Kajaani             | 70 369              | 7 483                    | 77 852     |
| Aéroport de Kemi-Tornio         | 64 242              | 1 519                    | 65 761     |
| Aéroport de Pori                | 14 932              | 20 381                   | 35 313     |
| Aéroport de Maarianhamina       | 41 307              | 13 490                   | 54 797     |
| Aéroport de Lappeenranta        | 112                 | 93 650                   | 93 762     |
| Aéroport de Savonlinna          | 10 671              | 2 535                    | 13 206     |
| Aéroport d'Enontekiö            | 1 282               | 20 000                   | 21 282     |
| Aéroport de Varkaus             | 5 576               | 1 074                    | 6 650      |
| Aéroport d'Helsinki-Malmi       | 0                   | 0                        | 0          |